# Episodi di Seinfeld (nona stagione)
La nona e ultima stagione della serie televisiva Seinfeld, composta da 24 episodi, è stata trasmessa in prima visione negli Stati Uniti d'America dalla NBC dal 25 settembre 1997 al 14 maggio 1998.
In Italia è stata trasmessa in prima visione da TMC.
| nº | Titolo originale      | Titolo italiano             | Prima TV USA      | Prima TV Italia |
| -- | --------------------- | --------------------------- | ----------------- | --------------- |
| 1  | The Butter Shave      | Il battistrada              | 25 settembre 1997 |                 |
| 2  | The Voice             | La scommessa                | 2 ottobre 1997    |                 |
| 3  | The Serenity Now      | Tecnica di rilassamento     | 9 ottobre 1997    |                 |
| 4  | The Blood             | Fratelli di sangue          | 16 ottobre 1997   |                 |
| 5  | The Junk Mail         | Il furgone                  | 30 ottobre 1997   |                 |
| 6  | The Merv Griffin Show | The Merv Griffin Show       | 6 novembre 1997   |                 |
| 7  | The Slicer            | La foto compromettente      | 13 novembre 1997  |                 |
| 8  | The Betrayal          | Indietro tutta!             | 20 novembre 1997  |                 |
| 9  | The Apology           | La storia del maglione      | 11 dicembre 1997  |                 |
| 10 | The Strike            | Lo sciopero                 | 18 dicembre 1997  |                 |
| 11 | The Dealership        | Un'auto tutta da scoprire   | 8 gennaio 1998    |                 |
| 12 | The Reverse Peephole  | Un portafogli troppo gonfio | 12 gennaio 1998   |                 |
| 13 | The Cartoon           | Uno spettacolo diabolico    | 29 gennaio 1998   |                 |
| 14 | The Strong Box        | Il nascondiglio             | 5 febbraio 1998   |                 |
| 15 | The Wizard            | La agenda elettronica       | 26 febbraio 1998  |                 |
| 16 | The Burning           | Malintesi                   | 19 marzo 1998     |                 |
| 17 | The Bookstore         | Libri e risciò              | 16 aprile 1998    |                 |
| 18 | The Frogger           | Frogger                     | 23 aprile 1998    |                 |
| 19 | The Maid              | I soprannomi                | 30 aprile 1998    |                 |
| 20 | The Puerto Rican Day  | Ingorgo selvaggio           | 7 maggio 1998     |                 |
| 21 | The Clip Show: Part 1 | Il meglio di... (parte 1)   | 14 maggio 1998    |                 |
| 22 | The Clip Show: Part 2 | Il meglio di... (parte 2)   | 14 maggio 1998    |                 |
| 23 | The Finale: Part 1    | Addio sogni di gloria       | 14 maggio 1998    |                 |
| 24 | The Finale: Part 2    | Pericoli pubblici           | 14 maggio 1998    |                 |